# Gare de Penthièvre
Gare de Penthièvre vasútállomás Franciaországban, Saint-Pierre-Quiberon településen.

## Vasútvonalak
Az állomást az alábbi vasútvonalak érintik:
- Auray–Quiberon-vasútvonal

## Kapcsolódó állomások
A vasútállomáshoz az alábbi állomások vannak a legközelebb:
- Halte des Sables-Blancs (Gare d’Auray, Auray–Quiberon-vasútvonal)
- Halte de L'Isthme (Gare de Quiberon, Auray–Quiberon-vasútvonal)